# (200313) 2000 EB62
(200313) 2000 EB62 es un asteroide perteneciente al cinturón de asteroides descubierto el 10 de marzo de 2000 por el equipo del Lincoln Near-Earth Asteroid Research desde el Laboratorio Lincoln, Socorro, Nuevo México, Estados Unidos.

## Designación y nombre
Designado provisionalmente como 2000 EB62.

## Características orbitales
2000 EB62 está situado a una distancia media del Sol de 3,076 ua, pudiendo alejarse hasta 3,567 ua y acercarse hasta 2,585 ua. Su excentricidad es 0,159 y la inclinación orbital 5,111 grados. Emplea 1970,89 días en completar una órbita alrededor del Sol.

## Características físicas
La magnitud absoluta de 2000 EB62 es 15,7. 